# Recueil d'Arras

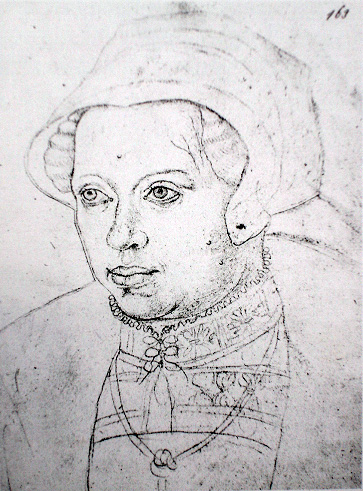
Portret van Anna van Bourgondië. Afkomstig uit de Recueil d'Arras.

De Recueil d’Arras (letterlijk Verzameling van Arras) is een handschrift met daarin een grote hoeveelheid getekende portretten van beroemde personen uit West-Europa, bijeengebracht omstreeks het midden van de 16e eeuw door de Zuid-Nederlandse kunstenaar Jacques le Boucq. De Recueil d’Arras is vernoemd naar zijn huidige verblijfplaats, de Franse stad Arras (Atrecht).
De vermoedelijke maker van deze verzameling tekeningen, Jacques le Boucq (Valencijn, 1528/1533 – aldaar, 1573), was wapenheraut en wapenkoning van de landsheer van de Nederlanden, keizer Karel V, en ceremoniemeester van de kapittels (zittingen) van de Orde van het Gulden Vlies. De Recueil bevat portretten van beroemde personen – voornamelijk vorsten en edellieden – uit de Nederlanden, Frankrijk, Engeland en Duitsland, die leefden in de 14e tot en met de 16e eeuw. Vrijwel al deze portretten zijn gekopieerd naar bestaande kunstwerken, zoals schilderijen, prenten en andere tekeningen. Het is onbekend wie opdracht gaf tot het maken van de Recueil. De Recueil bevindt zich sinds mensenheugenis in de Bibliothèque Municipale (Gemeentebibliotheek) in Arras.

## Enkele geportretteerden
- Humphrey van Gloucester (1390-1447)
- Adolf van Kleef-Ravenstein (1425-1492)
- Anna van Bourgondië (ca. 1435-1508)
- Jheronimus Bosch (ca. 1450-1516)